# Havenwijk-Zuid
Havenwijk-Zuid is een woonbuurt in de Nederlandse stad Leiden, die deel uitmaakt van district Binnenstad-Noord.